# Elaver texana
Elaver texana är en spindelart som först beskrevs av Willis J. Gertsch 1933.  Elaver texana ingår i släktet Elaver och familjen säckspindlar. Inga underarter finns listade i Catalogue of Life.